# Caolu
Die Großgemeinde Caolu (chinesisch 曹路镇, Pinyin Cáolù Zhèn) liegt im „Neuen Stadtbezirk“ Pudong (浦东新区) der regierungsunmittelbaren Stadt Shanghai, etwa 20 km nördlich des Shanghaier Flughafens. Die Großgemeinde hat eine Fläche von 55,5 km² und 186.012 Einwohner (Stand: Zensus 2010).
Caolu wurde im Jahre 2000 durch den Zusammenschluss der ehemaligen Großgemeinden Gulu (顾路镇) und Gonglu (龚路镇) gebildet.

## Administrative Gliederung
Auf Dorfebene setzt sich Caolu aus neun Einwohnergemeinschaften und 34 Dörfern zusammen. Diese sind:
| Einwohnergemeinschaft Caolu (曹路社区); Einwohnergemeinschaft Fengsheyuan (丰舍苑社区); Einwohnergemeinschaft Fengyiyuan (丰怡苑社区); Einwohnergemeinschaft Gongluzhen (龚路镇社区); Einwohnergemeinschaft Gongxin (龚新社区); Einwohnergemeinschaft Guluzhen (顾路镇社区); Einwohnergemeinschaft Yangguangyuan (阳光苑社区); Einwohnergemeinschaft Yangguangyuan Nr. 2 (阳光苑第二社区); Einwohnergemeinschaft Yangguangyuan Nr. 3 (阳光苑第三社区); Dorf Anji (安基村); Dorf Donghai (东海村); Dorf Gongxin (共新村); Dorf Gudong (顾东村); Dorf Gusan (顾三村); Dorf Guangming (光明村); Dorf Guangyao (光耀村); Dorf Haichao (海潮村); Dorf Jianxin (建新村); Dorf Liming (黎明村); Dorf Lianhe (联合村); Dorf Minjian (民建村); | Dorf Minzhong (民众村); Dorf Nuli (努力村); Dorf Qiming (启明村); Dorf Qianfeng (前锋村); Dorf Qunle (群乐村); Dorf Rixin (日新村); Dorf Shuguang (曙光村); Dorf Wusi (五四村); Dorf Xinguang (新光村); Dorf Xinhua (新华村); Dorf Xinxing (新星村); Dorf Xingdong (兴东村); Dorf Xinghuo (星火村); Dorf Xunjian (迅建村); Dorf Yongfeng (永丰村); Dorf Yonghe (永和村); Dorf Yongle (永乐村); Dorf Yongli (永利村); Dorf Zhaoqiao (赵桥村); Dorf Zhiyi (直一村); Dorf Zhi'er (直二村); Dorf Zhongsan (众三村). |